# Czerwone lato
Czerwone lato (ang. Red Summer) – określenie krwawych zamieszek na tle rasowym, które miały miejsce w Stanach Zjednoczonych latem i wczesną jesienią 1919 roku. W większości przypadków były to ataki białych obywateli na Afroamerykanów. Zamieszki wystąpiły w ponad 30 amerykańskich miastach, przy czym najwięcej ofiar śmiertelnych odnotowano w Chicago, Waszyngtonie i Elaine. 
Termin „Czerwone lato” został wprowadzony przez dziennikarza Jamesa Weldona Johnsona, który od 1916 pracował w NAACP (Krajowe Stowarzyszenie Postępu Ludzi Kolorowych). W 1919 roku organizował pokojowe protesty przeciwko przemocy na tle rasowym.

## Tło wydarzeń
W wyniku przystąpienia Stanów Zjednoczonych do I wojny światowej oraz wprowadzenia ograniczeń dla imigrantów z Europy wystąpił problem z niedostatkiem pracowników w północnych i środkowo-zachodnich stanach. Szacuje się, że w 1919 roku około 0,5 mln Afroamerykanów opuściło południowe stany i migrowało na północ w trakcie tzw. pierwszej Wielkiej Migracji. Przyczyną migracji czarnych obywateli na północ była ucieczka przed dyskryminacją i rasową segregacją oraz przed Prawem Jima Crowa. Ponadto pod koniec lat 10. XX wieku w południowych regionach USA wystąpiła plaga kwieciaka bawełnianego na polach bawełny, co sprawiło, że wiele osób zatrudnionych w rolnictwie musiało szukać alternatywnego zatrudnienia. Afroamerykanie zajmowali wolne miejsca pracy. Wzrost liczebności czarnej ludności w północnych stanach przyczynił się do nasilenia wrogości wobec nich, w szczególności wśród białej klasy robotniczej.
W latach 1919–1920 w Stanach Zjednoczonych wystąpił okres zwany Red Scare (pol. „czerwona panika”, „czerwona histeria”), który miał miejsce wkrótce po zakończeniu Rewolucji Rosyjskiej z 1917 roku. Charakteryzował on się obawą przed obaleniem amerykańskiego rządu i stworzeniem nowego systemu rządu, który mógłby być wzorowany na komunizmie. Atmosfera ta przyczyniła się do udzielenia poparcia Afroamerykanom ze strony władz w kwestiach m.in.: rasowej równości i praw pracy.

## Zamieszki

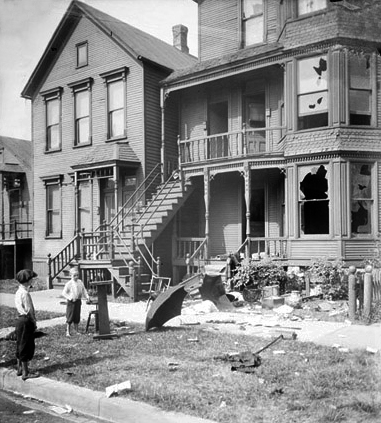
Zniszczony dom w Chicago

Zamieszki rozpoczęły się w Charleston w stanie Karolina Południowa w dniu 10 maja. Ucierpiało w nich pięciu białych obywateli oraz osiemnastu czarnych, a w ich rezultacie wprowadzono stan wojenny. Przeprowadzone dochodzenie wykazało, że winni rozpoczęcia zamieszek byli biali marynarze z United States Navy. 
Główna fala rozruchów nastąpiła w lipcu. W ciągu miesiąca w 19 amerykańskich miastach doszło do zamieszek. W Longview (Teksas) zamordowano czterech czarnoskórych i zniszczono dzielnicę zamieszkałą przez Afroamerykanów. W stolicy kraju zamieszki rozpoczęły się 27 lipca i trwały cztery dni. Rozruchy w Waszyngtonie wybuchły po oskarżeniu i aresztowaniu Afroamerykanina podejrzanego o popełnienie gwałtu. W odpowiedzi biała cześć społeczeństwa dokonała odwetu na czarnych mieszkańcach. Spokój w mieście zaprowadziło wojsko. W wyniku ulicznych walk zginęło 15 osób (10 białych, w tym dwóch policjantów), a ponad 100 obywateli zostało rannych. W mieście Norfolk w stanie Wirginia zastrzelono sześciu czarnych. 
Największe zamieszki miały miejsce pomiędzy 27 lipca a 3 sierpnia w Chicago. Zajścia trwały niemal tydzień i ustały, dopiero gdy władze wprowadziły do Chicagolandu 6000 żołnierzy Gwardii Narodowej. Wieczorem 3 sierpnia zapanował porządek. Jak wykazało późniejsze dochodzenie więcej strat i ofiar ponieśli Afroamerykanie; na przykład 30 lipca przed południem na skutek podpaleń w czarnych dzielnicach wybuchło ponad 30 pożarów. Ulice zostały poprzegradzane przez „nieznanych sprawców” stalowymi linami, by zatrzymać wozy straży pożarnej: do burmistrza dotarła informacja, że planowano całkowite spalenie czarnych dzielnic, by zmusić ich mieszkańców do opuszczenia miasta.
Komendant policji John Garrity nakazał zamknięcie „wszystkich miejsc, w których ludzie zbierają się w celach innych niż religijne”. Gubernator Frank Lowden wezwał do Chicago 11 Regiment Piechoty z kompanią karabinów maszynowych i trzy oddziały milicji stanowej (w sumie 3500 ludzi). Szeryf hrabstwa Cook powołał 1000-2000 byłych żołnierzy, a władze miasta przystąpiły do zaopatrywania mieszkańców czarnych dzielnic w żywność. Wojsko otoczyło „Czarny Pas” szczelnym kordonem; kupcy dostarczali żywność do tej linii, skąd odbierali ją Afroamerykanie. Gdy przywrócono porządek gubernator powołał komisję śledczą dla zbadania przyczyn zajść.
W czasie zamieszek zginęło 38 osób (23 Afroamerykanów i 15 białych), a 537 zostało rannych. W trakcie walk zginął jeden policjant. Około 1000 mieszkańców, głównie Afroamerykanów, zostało bez dachu nad głową. Znaczna liczba czarnych opuściła miasto i wróciła na południe.
W sierpniu w Knoxville czarny mieszkaniec został oskarżony o morderstwo białej kobiety. Biali mieszkańcy w odwecie wtargnęli do więzienia, gdzie szukali podejrzanego. Uwolnionych zostało 16 białych, którzy byli oskarżeni o dokonanie morderstw. W centrum miasta zamordowanych zostało 7 Afroamerykanów, a ponad 20 zostało rannych. 
Pod koniec września w mieście Omaha doszło do spalenia sądu Hrabstwa Douglas przez białych, a policja została zmuszona do wydania Willa Browna, który został oskarżony o gwałt na białej kobiecie. Tłum dopuścił się do zlinczowania podejrzanego, a później jego ciało zostało spalone. W celu zaprowadzenia porządków konieczna była interwencja wojska.
Ostatnie zamieszki rozpoczęły się w Elaine w stanie Arkansas 30 września. Zamordowano tam blisko 800 Afroamerykanów oraz 5 białych mieszkańców. Powodem napaści było przekonanie, że czarni farmerzy, tzw. połownicy (ang. sharecroppers), ze związku Progressive Farmers and Household Union of America tworzą niebezpieczną organizację socjalistyczną. Bezpośrednio jednak zamieszki zostały spowodowane, gdy dwóch białych mężczyzn przejeżdżało obok kościoła, w którym czarnoskórzy związkowcy organizowali spotkanie. Szybko rozeszła się wieść o rzekomym powstaniu czarnych, po tym jak postrzelony został biały człowiek. Lokalna społeczność szybko się zorganizowała i pod wodzą miejscowego szeryfa podjęła atak na Afroamerykanów. Dochodziło do niszczenia mienia, podpalania budynków i rozstrzeliwania czarnych mieszkańców. W celu stłumienia zamieszek do Elaine zostali wysłani żołnierze, którzy sami przyłączali się do rzezi. Szczególnie bestialskie było zabicie jednej z czarnoskórych kobiet, której ciało zbezczeszczono, wlokąc częściowo obnażone zwłoki po okolicy. Aresztowano 285 osób, z czego tylko Afroamerykanom (122) postawiono zarzuty popełnienia przestępstwa. Żaden z białych uczestników nie poniósł odpowiedzialności. Spośród czarnych mężczyzn 12 zostało oskarżonych o kierowanie rzekomym spiskiem. Torturowano ich, a na rozprawę dowleczono w łańcuchach, po czym szybko przeprowadzono proces. Wszystkich skazano na śmierć, co wywołało oburzenie organizacji walczących o równouprawnienie Afroamerykanów, a sami osądzeni zaczęli być znani jako "Dwunastka z Elaine". Dopiero w 1923 roku, Sąd Najwyższy przyznał, że mężczyznom odmówiono prawa do uczciwego procesu z powodu nacisków tłumu. 

### Chronologia wybuchów zamieszek
Na podstawie raportu Haynesa, opublikowanego w The New York Times: 
| Data       | Miejsce         | Stan                |
| ---------- | --------------- | ------------------- |
| 10 maja    | Charleston      | Karolina Południowa |
| 10 maja    | Sylvester       | Georgia             |
| 29 maja    | Hrabstwo Putnam | Georgia             |
| 31 maja    | Monticello      | Missisipi           |
| 13 czerwca | New London      | Connecticut         |
| 13 czerwca | Memphis         | Tennessee           |
| 27 czerwca | Annapolis       | Maryland            |
| 27 czerwca | Macon           | Missisipi           |
| 3 lipca    | Bisbee          | Arizona             |
| 5 lipca    | Scranton        | Pensylwania         |
| 6 lipca    | Dublin          | Georgia             |
| 7 lipca    | Filadelfia      | Pensylwania         |
| 8 lipca    | Coatesville     | Pensylwania         |
| 9 lipca    | Tuscaloosa      | Alabama             |
| 10 lipca   | Longview        | Teksas              |
| 11 lipca   | Baltimore       | Maryland            |
| 15 lipca   | Port Arthur     | Teksas              |

| Data        | Miejsce     | Stan                |
| ----------- | ----------- | ------------------- |
| 19 lipca    | Waszyngton  | Dystrykt Kolumbii   |
| 21 lipca    | Norfolk     | Wirginia            |
| 23 lipca    | Nowy Orlean | Luizjana            |
| 23 lipca    | Darby       | Pensylwania         |
| 26 lipca    | Hobson City | Alabama             |
| 27 lipca    | Chicago     | Illinois            |
| 28 lipca    | Newberry    | Karolina Południowa |
| 31 lipca    | Bloomington | Illinois            |
| 31 lipca    | Syracuse    | Nowy Jork           |
| 31 lipca    | Filadelfia  | Pensylwania         |
| 4 sierpnia  | Hattiesburg | Missisipi           |
| 6 sierpnia  | Texarkana   | Teksas              |
| 21 sierpnia | Nowy Jork   | Nowy Jork           |
| 29 sierpnia | Ocmulgee    | Georgia             |
| 30 sierpnia | Knoxville   | Tennessee           |
| 28 września | Omaha       | Nebraska            |
| 30 września | Elaine      | Arkansas            |

## Galeria

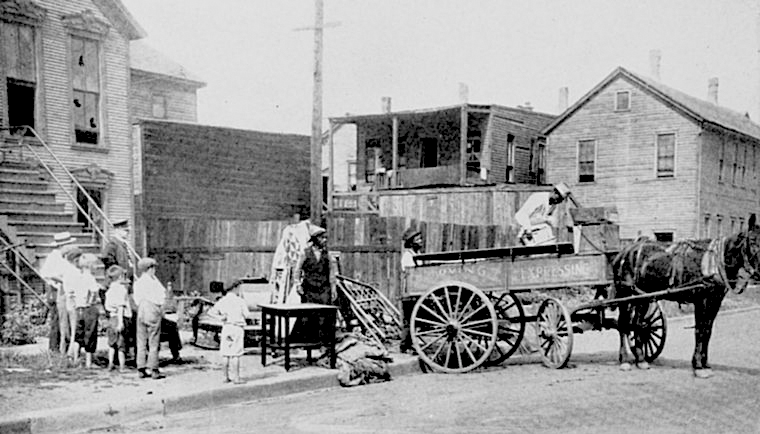
Rodzina opuszczająca zniszczony dom
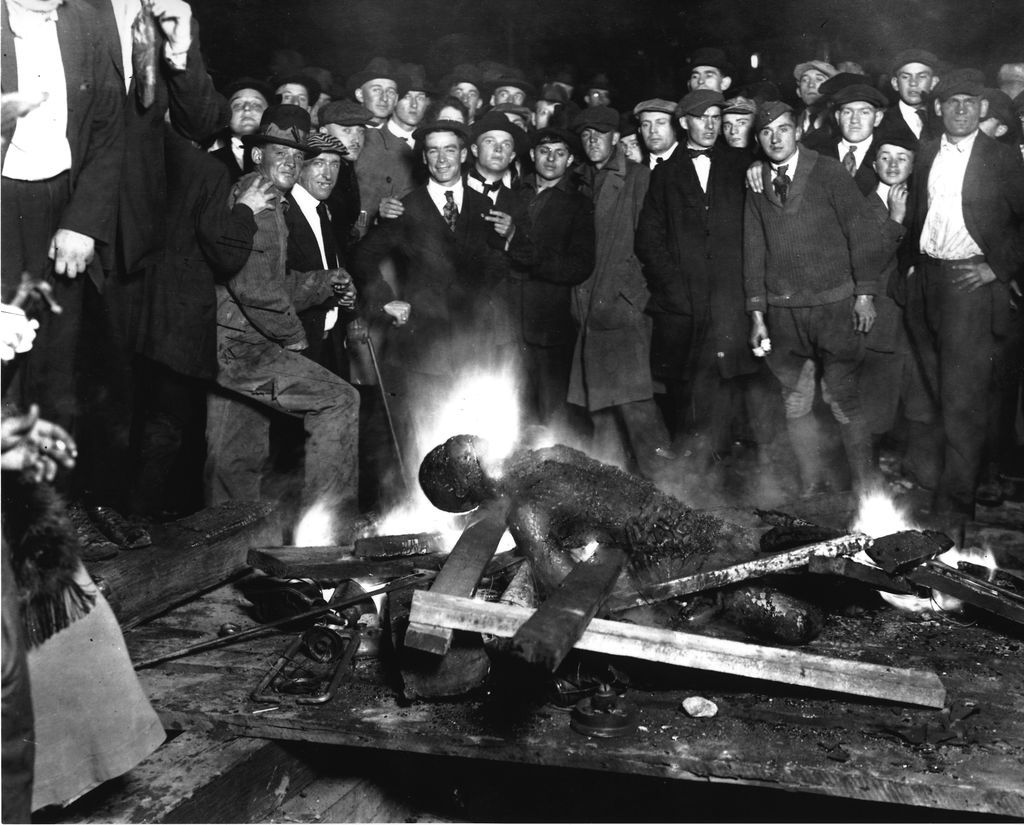
Ofiara linczu w Omaha
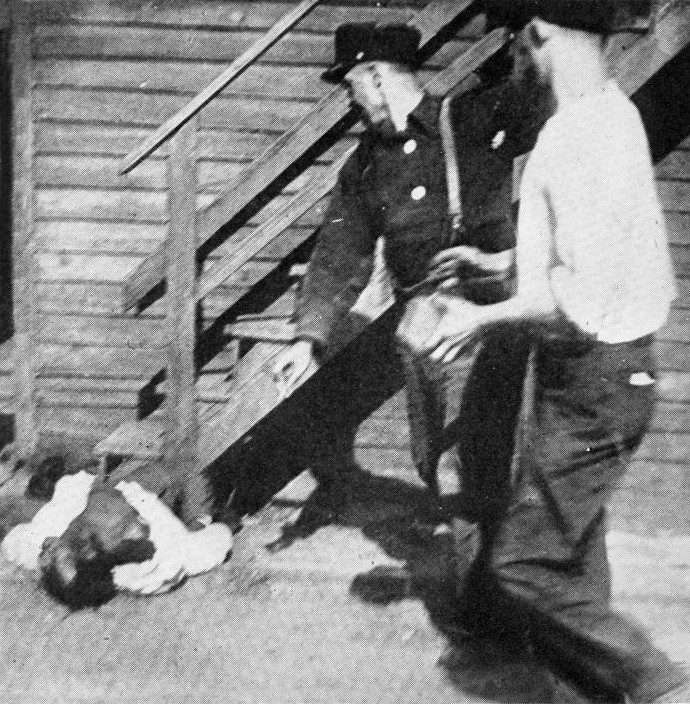
Mężczyźni kamienujący Afroamerykanina
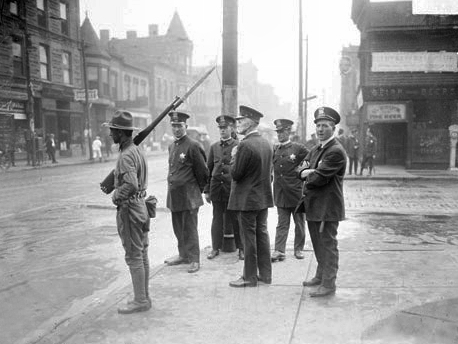
Grupa policjantów i żołnierz podczas zamieszek